# Costumi teatrali

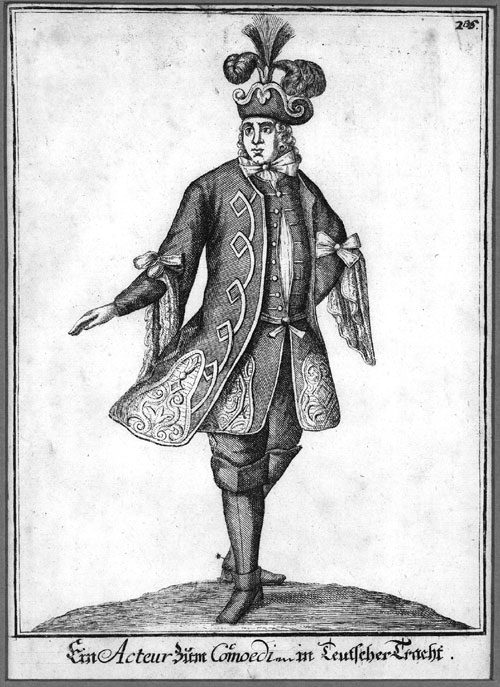
Attore in costume

I costumi teatrali sono abiti, appositamente creati per la scena, che vengono indossati dagli attori in una rappresentazione. Il costume riveste una grande importanza nella storia del teatro e la sua evoluzione è strettamente intrecciata a quella del teatro stesso.

## Storia
La funzione del costume teatrale dei tempi moderni è diversa da quella del teatro nell'antichità.
Al tempo del teatro nell'antica Grecia o a Roma il costume era codificato da regole e cambiava a seconda del genere rappresentato (commedia o tragedia), così come cambiavano le calzature indossate. Ad esempio, nella rappresentazione di una Commedia greca gli attori indossavano quello che successivamente fu denominato in latino "pallium", un mantello ampio e destrutturato, da cui il nome di "fabula palliata"; la commedia propria dell'antica Roma era chiamata invece "fabula togata", perché gli attori indossavano la "toga", il mantello romano, e scarpe basse ("socci"). La Tragedia greca o romana di argomento greco poteva anch'essa essere chiamata "palliata", poiché il mantello indossato era uguale, ma era caratterizzata dall'uso dei "cothurni", (calzari alti), per cui prendeva il nome di "cothurnata". La Tragedia di argomento romano prevedeva la toga "praetexta", bianca bordata di color porpora, come quella usata dai magistrati. Ogni costume serviva alla caratterizzazione del personaggio e doveva essere immediatamente riconoscibile: spada e clamide per i soldati, farsetto per i popolani, cappello e tabarro per i messaggeri. La maschera nella tragedia era essenziale perché nascondeva il viso dell'attore, "trasformandolo" nel personaggio rappresentato, ed evitando la sovrapposizione di individuo e personaggio.
Durante il Medioevo la Chiesa impose le storie sacre e la veste ecclesiastica indossata da chierici e diaconi più diffusa fu la dalmatica, dorata nel caso dell'interprete di Dio. Solamente nel XIII secolo la rappresentazione si spostò nelle piazze, uscendo dalle chiese e coinvolgendo un maggior numero di persone. I temi preferiti restarono quelli religiosi ma vennero interpretati dagli attori in abiti quotidiani. Quando lo spettacolo entrò nelle corti rinascimentali il costume si impreziosì sia in eleganza sia in varietà, vista la necessità di distinguere il musico dal cortigiano e dal comico. La commedia dell'arte cinquecentesca segnò la nascita del personaggio-costume caratterizzante la maschera.
Oggi la maschera, nel teatro di tradizione occidentale, di norma non è più usata, ma anzi si richiede all'attore di dare spessore al personaggio interpretato donandogli parte di sé stesso, ed esprimendosi con la propria mimica facciale e con lo sguardo. Oggi il costume teatrale ha una duplice funzione: caratterizzare i personaggi creando un'atmosfera particolare che richiami l'epoca nella quale l'opera teatrale si svolge, ma anche, specie nel teatro sperimentale, evidenziare aspetti simbolici connessi ai personaggi o alle situazioni. Al tempo stesso il costume serve all'attore per facilitare la sua identificazione col personaggio, specialmente per quanti si richiamano al metodo Stanislavskij.
La funzione e il significato del costume oggi è molto diversa da quella del passato. Mentre oggi si cerca per il teatro tradizionale un effetto realistico, e scuole e laboratori di costumistica eseguono accurate ricerche per ricostruire la moda dei secoli passati o per creare modelli che si ispirino ad essa, i costumi teatrali fino al 1700 circa non rispondevano a criteri di realismo o di ricerca storica; venivano spesso usati abiti del tempo anche per raffigurare personaggi del passato. Soprattutto nel XVII secolo, specificatamente per la costumistica legata al teatro lirico e agli intermezzi, si adottò il criterio di bassa attinenza storica per favorire invece l'estetica: il costume perse quasi definitivamente i connotati di sussidio all'arte teatrale per divenire sfoggio e sinonimo di ricercata bellezza, raffinatezza e lusso. I cantanti lirici indossavano in scena vesti sfarzose, complicate da indossare e pesantissime: la "camminata alla francese", considerata un vanto dei virtuosi d'oltralpe, era in realtà un poco elegante modo per liberare le gambe dal prodotto della minzione che era spesso impossibile da fare proprio per le complicate operazioni di svestimento che essa richiedeva. Nel XVIII secolo, tuttavia, sempre in Francia, l'attore François-Joseph Talma intraprese una ricerca filologica ed iconografica sui costumi teatrali che influenzò fortemente la storia del teatro: allontanandosi dalla mistificazione delle convenzioni teatrali settecentesche, Talma diede il via alle rappresentazioni con alle spalle una profonda conoscenza storica, adattando trucco, capigliature e vesti ai reali aspetti dell'epoca nella quale era ambientata la piéce.
Nell'Ottocento iniziò il lavoro di ricerca per rendere il costume più aderente all'epoca in cui si svolgeva l'opera teatrale, ma gli abiti di scena venivano fatti realizzare dagli attori stessi. Gli attori famosi potevano ricorrere anche a noti sarti per i loro costumi, che non obbedivano però a un criterio d'insieme, rischiando a volte un effetto disorganico sulla scena. Il dramma borghese ed il naturalismo portarono sui palchi gli abiti della vita contemporanea, alla ricerca di un'esasperata attinenza al "vero" storico e della realtà sensibile. Le avanguardie storiche e i maestri del teatro poi, in netta contrapposizione con le dottrine precedenti, spogliarono gli attori dei vestiti teatrali per rivestirli di abiti ad alto significato simbolico, espressionistico, minimalista e così via.
All'incirca dopo la seconda guerra mondiale i costumi vennero affidati a laboratori specializzati che li realizzavano per tutti gli attori seguendo le indicazioni della regia, eseguendo una vera ricerca "filologica" nel settore. Oggi, con lo stretto legame che avvicina il mondo dello spettacolo a quello dell'industria della moda, sono state sperimentate sinergie per la presentazione di spettacoli "in costume" con abiti di alta moda contemporanea, offrendo un netto contrasto con quanto rappresentato in scena. Le tendenze dei costumi teatrali nel teatro di oggi, infatti, sono le più diverse e aperte ad ogni tipo di sperimentazione, sia per fini puramente artistici ma anche per quelli commerciali.

## Galleria d'immagini

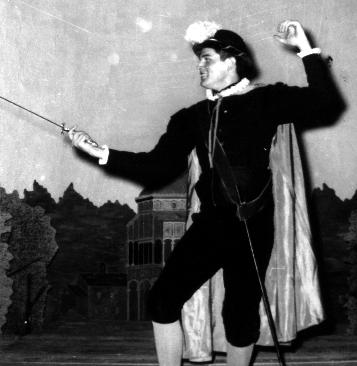
Attore shakespeariano in posizione di scherma
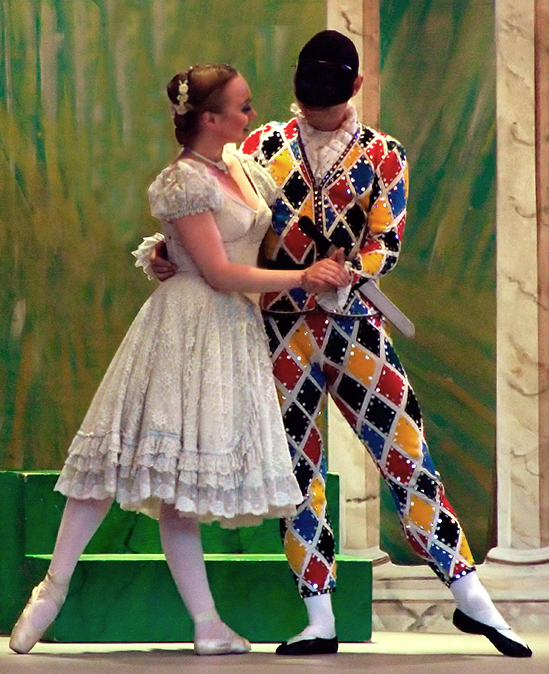
I costumi hanno un ruolo importante nella commedia dell'arte, qui per Colombina e Arlecchino
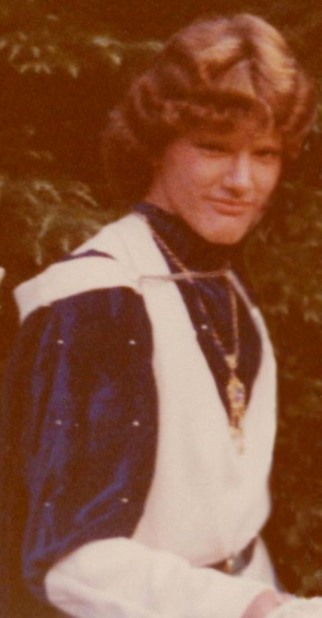
Attore in costume elisabettiano con tunica, medaglione e mantello
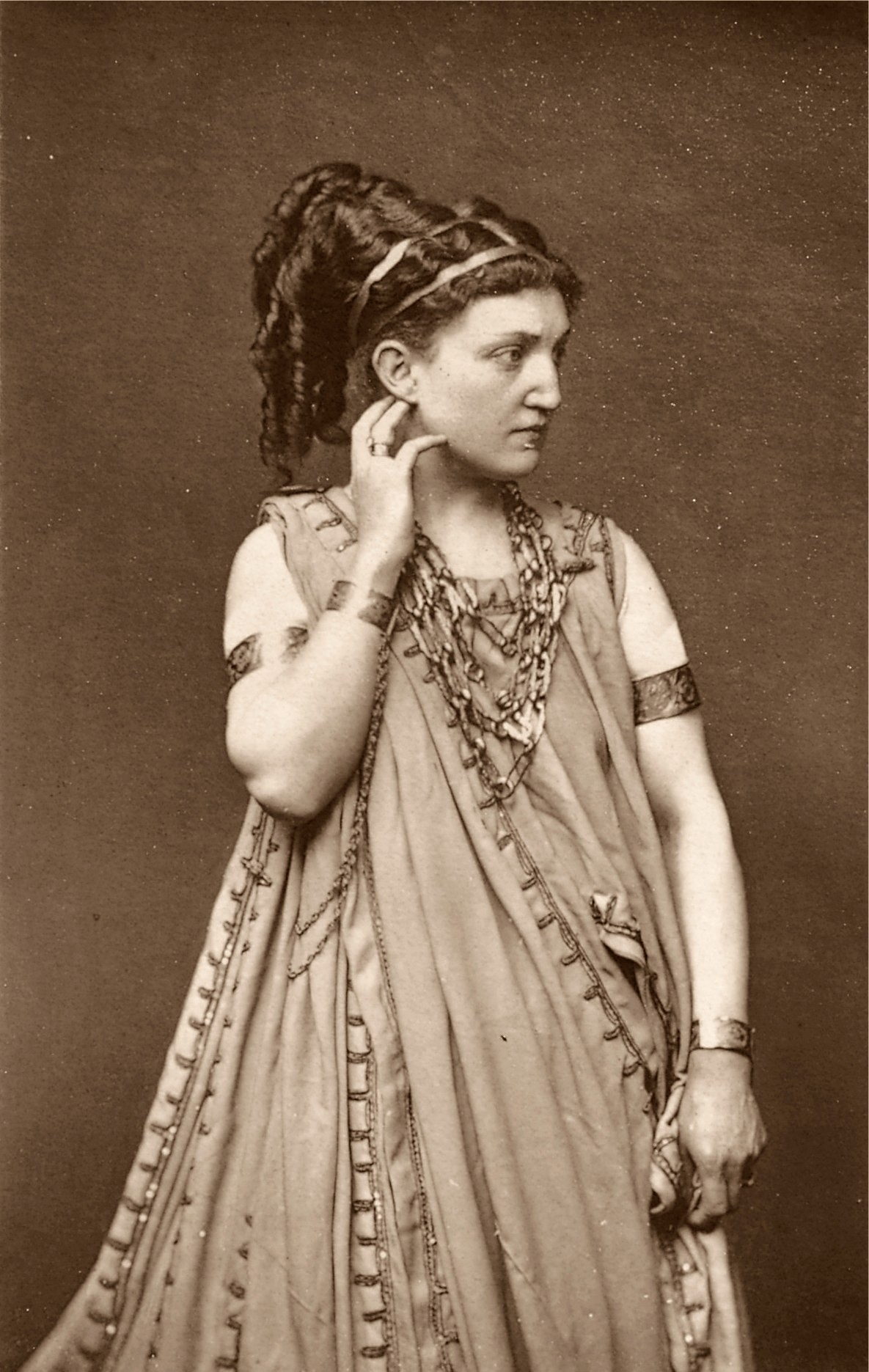
Kate Josephine Bateman in costume
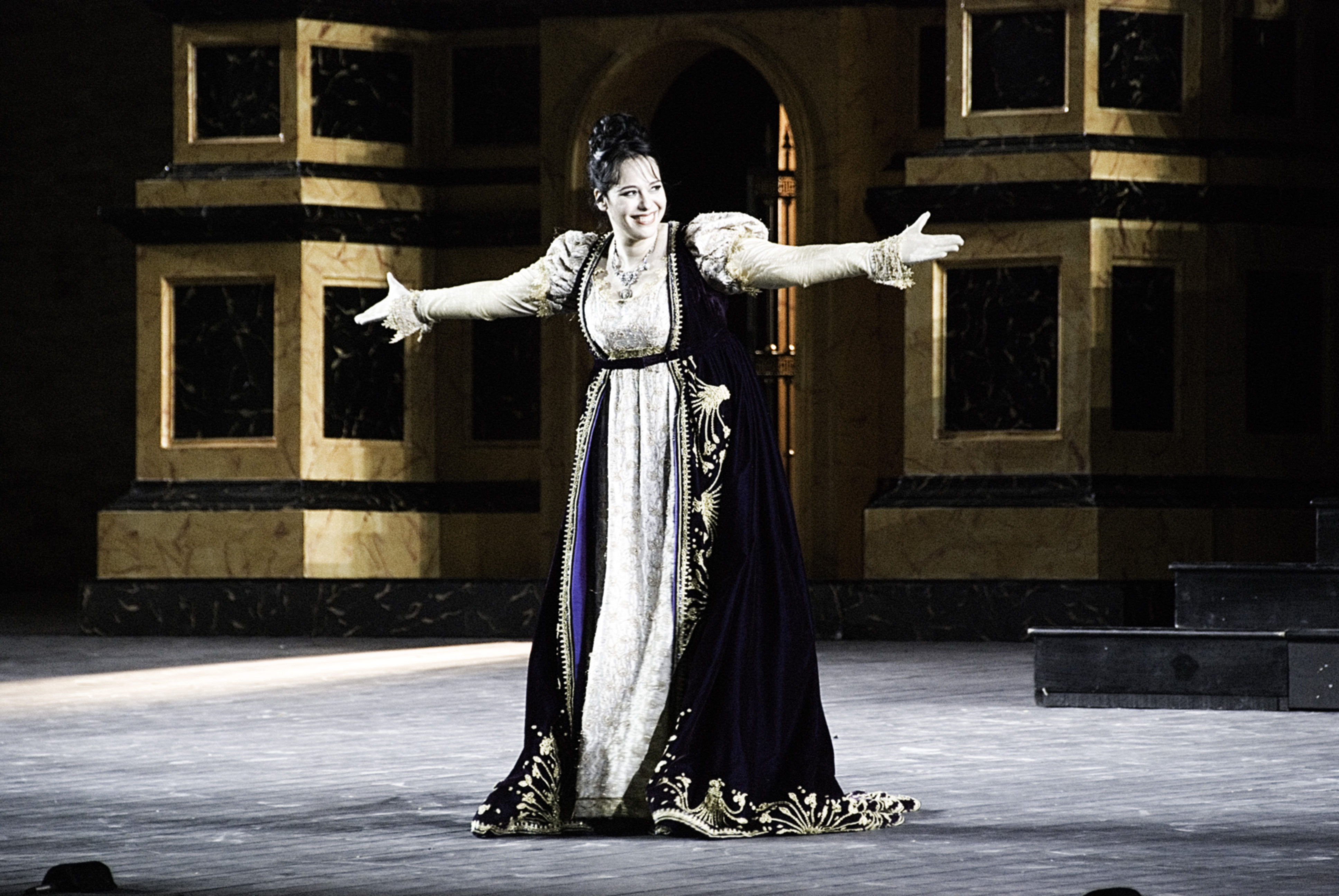
Una cantante d'opera in una produzione di Tosca
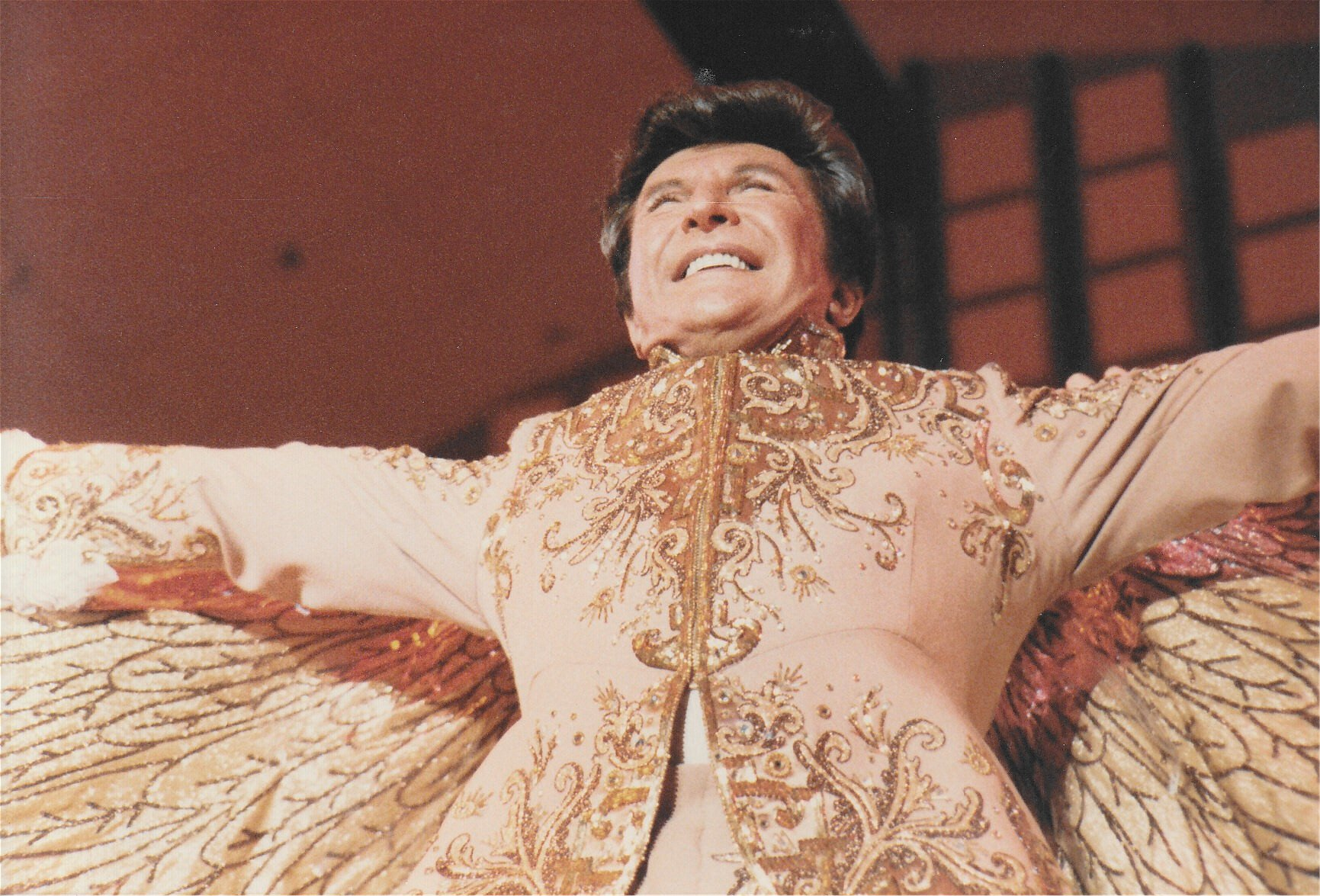
Liberace era famoso per i suoi stravaganti abiti di scena